# André Monnier
André Monnier (ur. 26 czerwca 1926, zm. 8 października 2023) – francuski skoczek narciarski, dwukrotny olimpijczyk, uczestnik ZIO 1952 i 1956.
Wystartował w dwóch konkursach zimowych igrzysk olimpijskich w skokach narciarskich. W zawodach w ramach igrzysk w 1952 w Oslo zajął 36. miejsce po skokach na 90 oraz 92,5 metra. Cztery lata później, uzyskując w pierwszym skoku 82,5 metra, a w drugim – 85 metrów, uplasował się na 46. miejscu w konkursie.